# Världsmästerskapen i tyngdlyftning
Världsmästerskapen i tyngdlyftning hade premiär 1891. 

## Tävlingar

### Herrar
| Nr      | År   | Datum                  | Plats                                      | Antal aktiva | Antal nationer |
| ------- | ---- | ---------------------- | ------------------------------------------ | ------------ | -------------- |
| I       | 1891 | 28 mars                | London, England, Storbritannien            | 7            | 6              |
| II      | 1898 | 31 juli-1 augusti      | Wien, Österrike                            | 11           | 3              |
| III     | 1899 | 4-5 april              | Milano, Italien                            | 5            | 3              |
| IV      | 1903 | 1-3 oktober            | Paris, Frankrike                           | 18           | 5              |
| V       | 1904 | 18 april               | Wien, Österrike                            | 13           | 4              |
| VI      | 1905 | 8-10 april             | Berlin, Preussen, Tyskland                 | 41           | 4              |
| VII     | 1905 | 11–13 juni             | Duisburg, Preussen, Tyskland               | 7            | 2              |
| VIII    | 1905 | 16 & 30 december       | Paris, Frankrike                           | 16           | 1              |
| IX      | 1906 | 18 mars                | Lille, Frankrike                           | 33           | 4              |
| X       | 1907 | 19 maj                 | Frankfurt am Main, Preussen, Tyskland      | 23           | 3              |
| XI      | 1908 | 8-9 december           | Wien, Österrike                            | 23           | 2              |
| XII     | 1909 | 3 oktober & 2 december | Wien, Österrike                            | 23           | 3              |
| XIII    | 1910 | 4-6 juni               | Düsseldorf, Preussen, Tyskland             | 57           | 5              |
| XIV     | 1910 | 9-10 oktober           | Wien, Österrike                            | 15           | 2              |
| XV      | 1911 | 29–30 april            | Stuttgart, Württemberg, Tyskland           | 36           | 3              |
| XVI     | 1911 | 13-14 maj              | Berlin, Preussen, Tyskland                 | 27           | 2              |
| XVII    | 1911 | 26 juni                | Dresden, Preussen, Tyskland                | 21           | 3              |
| XVIII   | 1911 | 29 juni-2 juli         | Wien, Österrike                            | 32           | 3              |
| XIX     | 1913 | 28–29 juli             | Breslau, Preussen, Tyskland                | 40           | 4              |
| XX      | 1920 | 8-4 september          | Wien, Österrike                            | 74           | 4              |
| XXI     | 1922 | 29-30 april            | Tallinn, Estland                           | 33           | 4              |
| XXII    | 1923 | 8-9 september          | Wien, Österrike                            | 76           | 7              |
| XXIII   | 1937 | 10-12 september        | Paris, Frankrike                           | 50           | 10             |
| XXIV    | 1938 | 21-23 oktober          | Wien, Ostmark, Tyskland                    | 38           | 11             |
| XXV     | 1946 | 18-19 oktober          | Paris, Frankrike                           | 79           | 13             |
| XXVI    | 1947 | 26-27 september        | Philadelphia, Pennsylvania, USA            | 39           | 12             |
| XXVII   | 1949 | 4-6 september          | Scheveningen, Nederländerna                | 38           | 13             |
| XXVIII  | 1950 | 13-15 oktober          | Paris, Frankrike                           | 56           | 17             |
| XXIX    | 1951 | 26-28 oktober          | Milano, Italien                            | 62           | 14             |
| XXX     | 1953 | 26-30 augusti          | Stockholm, Sverige                         | 70           | 19             |
| XXXI    | 1954 | 7-10 oktober           | Wien, Österrike                            | 100          | 23             |
| XXXII   | 1955 | 12-16 oktober          | München, Bayern, Västtyskland              | 108          | 25             |
| XXXIII  | 1957 | 8-12 november          | Teheran, Iran                              | 76           | 21             |
| XXXIV   | 1958 | 16-21 september        | Stockholm, Sverige                         | 96           | 27             |
| XXXV    | 1959 | 29 september-4 oktober | Warszawa, Polen                            | 85           | 19             |
| XXXVI   | 1961 | 20-25 september        | Wien, Österrike                            | 120          | 33             |
| XXXVII  | 1962 | 16-22 september        | Budapest, Ungern                           | 113          | 27             |
| XXXVIII | 1963 | 16-22 september        | Stockholm, Sverige                         | 134          | 32             |
| XXXIX   | 1964 | 11-18 oktober          | Tokyo, Japan                               | 149          | 42             |
| XL      | 1965 | 27 oktober-3 november  | Teheran, Iran                              | 85           | 24             |
| XLI     | 1966 | 15-21 oktober          | Östberlin, Östtyskland                     | 117          | 28             |
| XLII    | 1968 | 13-19 oktober          | Mexico City, Mexiko                        | 160          | 55             |
| XLIII   | 1969 | 20-28 september        | Warszawa, Polen                            | 166          | 37             |
| XLIV    | 1970 | 12-20 september        | Columbus, Ohio, USA                        | 129          | 28             |
| XLV     | 1971 | 18-26 september        | Lima, Peru                                 | 144          | 30             |
| XLVI    | 1972 | 27-augusti-6 september | München, Bayern, Västtyskland              | 188          | 54             |
| XLVII   | 1973 | 15-23 september        | Havanna, Kuba                              | 189          | 39             |
| XLVIII  | 1974 | 21-29 september        | Manila, Filippinerna                       | 143          | 32             |
| XLIX    | 1975 | 15-23 september        | Moskva, Ryska SFSR, Sovjet                 | 169          | 33             |
| L       | 1976 | 18-27 juli             | Montréal, Québec, Kanada                   | 173          | 46             |
| LI      | 1977 | 17-25 september        | Stuttgart, Baden-Württemberg, Västtyskland | 186          | 44             |
| LII     | 1978 | 4-8 oktober            | Gettysburg, Pennsylvania, USA              | 185          | 35             |
| LIII    | 1979 | 3-11 november          | Thessaloníki, Grekland                     | 189          | 39             |
| LIV     | 1980 | 20-30 juli             | Moskva, Ryska SFSR, Sovjet                 | 173          | 40             |
| LV      | 1981 | 13-20 september        | Lille, Frankrike                           | 194          | 35             |
| LVI     | 1982 | 18–26 september        | Ljubljana, SR Slovenien , Jugoslavien      | 205          | 38             |
| LVII    | 1983 | 22-31 oktober          | Moskva, Ryska SFSR, Sovjet                 | 187          | 32             |
| LVIII   | 1984 | 29 juli-8 augusti      | Los Angeles, Kalifornien, USA              | 187          | 48             |
| LIX     | 1985 | 23 augusti-1 september | Södertälje, Sverige                        | 195          | 38             |
| LX      | 1986 | 8-15 november          | Sofia, Bulgarien                           | 193          | 41             |
| LXI     | 1987 | 6-13 september         | Ostrava, SR Tjeckien, Tjeckoslovakien      | 168          | 29             |
| LXII    | 1989 | 16-23 september        | Aten, Grekland                             | 220          | 37             |
| LXIII   | 1990 | 10-18 november         | Budapest, Ungern                           | 182          | 38             |

- De olympiska tävlingarna räknades även som världsmästerskapåren 1964, 1968, 1972, 1976, 1980 och 1984.

### Damer
| Nr  | År   | Datum                 | Plats                                              | Antal aktiva | Antal nationer |
| --- | ---- | --------------------- | -------------------------------------------------- | ------------ | -------------- |
| I   | 1987 | 30 oktober-1 november | Daytona Beach, Florida, USA                        | 100          | 22             |
| II  | 1988 | 2-4 december          | Jakarta, Indonesien                                | 103          | 23             |
| III | 1989 | 24-26 november        | Manchester, England, Storbritannien                | 133          | 25             |
| IV  | 1990 | 26 maj-3 juni         | Sarajevo, SR Bosnien och Hercegovina , Jugoslavien | 109          | 25             |

### Gemensamt evenemang
| Nr       | Nr     | År   | Datum                    | Plats                                  | Herrar       | Herrar         | Damer        | Damer          |
| Herrar   | Damer  | År   | Datum                    | Plats                                  | Antal aktiva | Antal nationer | Antal aktiva | Antal nationer |
| -------- | ------ | ---- | ------------------------ | -------------------------------------- | ------------ | -------------- | ------------ | -------------- |
| LXIV     | V      | 1991 | 27 september – 6 oktober | Donaueschingen, Tyskland               | 200          | 40             | 108          | 24             |
| —        | VI     | 1992 | 16–24 maj                | Varna, Bulgarien                       | —            | —              | 110          | 25             |
| LXV      | VII    | 1993 | 11–21 november           | Melbourne, Australien                  | 195          | 57             | 94           | 25             |
| LXVI     | VIII   | 1994 | 17–27 november           | Istanbul, Turkiet                      | 242          | 52             | 105          | 30             |
| LXVII    | IX     | 1995 | 16–26 november           | Guangzhou, Kina                        | 345          | 63             | 93           | 26             |
| —        | X      | 1996 | 3–11 maj                 | Warszawa, Polen                        | —            | —              | 102          | 24             |
| LXVIII   | XI     | 1997 | 6–14 december            | Chiang Mai, Thailand                   | 189          | 51             | 143          | 39             |
| LXIX     | XII    | 1998 | 10–15 november           | Lahtis, Finland                        | 210          | 53             | 122          | 35             |
| LXX      | XIII   | 1999 | 21–28 november           | Pireus, Grekland                       | 395          | 79             | 231          | 51             |
| LXXI     | XIV    | 2001 | 4–11 november            | Antalya, Turkiet                       | 153          | 47             | 114          | 34             |
| LXXII    | XV     | 2002 | 18–26 november           | Warszawa, Polen                        | 170          | 47             | 115          | 37             |
| LXXIII   | XVI    | 2003 | 14–22 november           | Vancouver, Kanada                      | 297          | 59             | 208          | 47             |
| LXXIV    | XVII   | 2005 | 9–17 november            | Doha, Qatar                            | 169          | 58             | 112          | 42             |
| LXXV     | XVIII  | 2006 | 30 september – 7 oktober | Santo Domingo, Dominikanska republiken | 298          | 58             | 186          | 39             |
| LXXVI    | XIX    | 2007 | 17–26 september          | Chiang Mai, Thailand                   | 355          | 70             | 225          | 53             |
| LXXVII   | XX     | 2009 | 20–29 november           | Goyang, Sydkorea                       | 196          | 57             | 133          | 38             |
| LXXVIII  | XXI    | 2010 | 17–26 september          | Antalya, Turkiet                       | 312          | 63             | 203          | 50             |
| LXXIX    | XXII   | 2011 | 5–13 november            | Paris, Frankrike                       | 307          | 75             | 212          | 61             |
| LXXX     | XXIII  | 2013 | 20–27 oktober            | Wrocław, Polen                         | 168          | 49             | 124          | 37             |
| LXXXI    | XXIV   | 2014 | 8–16 november            | Almaty, Kazakstan                      | 307          | 62             | 219          | 51             |
| LXXXII   | XXV    | 2015 | 20–29 november           | Houston, USA                           | 324          | 66             | 261          | 72             |
| LXXXIII  | XXVI   | 2017 | 28 november – 5 december | Anaheim, USA                           | 176          | 54             | 139          | 44             |
| LXXXIV   | XXVII  | 2018 | 1–10 november            | Asjchabad, Turkmenistan                | 283          | 71             | 321          | 75             |
| LXXXV    | XXVIII | 2019 | 16–25 september          | Pattaya, Thailand                      | 313          | 84             | 275          | 79             |
| LXXXVI   | XXIX   | 2021 | 7–17 december            | Tasjkent, Uzbekistan                   | 235          | 64             | 179          | 54             |
| LXXXVII  | XXX    | 2022 | 5–16 december            | Bogotá, Colombia                       | 267          | 79             | 270          | 76             |
| LXXXVIII | XXXI   | 2023 | 2–17 september           | Riyadh, Saudiarabien                   | 365          | 105            | 354          | 94             |
| LXXXIX   | XXXII  | 2024 | 4–14 december            | Manama, Bahrain                        |              |                |              |                |
| XC       | XXXIII | 2025 |                          | Førde, Norge                           |              |                |              |                |
| XCI      | XXXIV  | 2026 |                          | Ningbo, Kina                           |              |                |              |                |
| XCII     | XXXV   | 2027 |                          | Jerevan, Armenien                      |              |                |              |                |
| XCIII    | XXXVI  | 2028 |                          | Caracas, Venezuela                     |              |                |              |                |

### Fotnoter
1. ↑  Joseph M. Siegman. The International Jewish Sports Hall of Fame. http://books.google.com/books?id=Qpiphgls99IC&pg=PA181&dq=Edward+Levy+weightlifter&hl=en&ei=iWEzTpe0NMStgQfYk4jmDA&sa=X&oi=book_result&ct=result&resnum=1&ved=0CC8Q6AEwAA#v=onepage&q&f=false. Läst 30 juli 2011